# Sabatieria paracupida
Sabatieria paracupida är en rundmaskart som beskrevs av Wolfgang Wieser och Bruce Hopper 1965. Sabatieria paracupida ingår i släktet Sabatieria och familjen Comesomatidae. Inga underarter finns listade i Catalogue of Life.